# Paolo Ferrero
Paolo Ferrero (Pomaretto (TO), 17 november 1960) is een Italiaans politicus. Van 17 mei 2006 tot 8 mei 2008 was hij minister van Sociale Solidariteit in de regering-Prodi II. Op 27 juli 2008 werd hij verkozen tot voorzitter van de Heropgerichte Communistische Partij.

## Carrière
Ferrero groeide op in de omgeving van Turijn, onder meer in Villar Perosa, de woonplaats van de familie Agnelli. Hij schreef zich op 17-jarige leeftijd in bij de partij Proletarische Democratie. Na in 1978 afgestudeerd te zijn aan het technische industriële instituut, ging hij als arbeider werken in de Fiat-fabriek van Villar Perosa. In tegenstelling tot de meerderheid van zijn partij is Ferrero religieus. Hij is lid van de Waldenzische Evangelische Kerk en leidde het waldenzische jeugdverbond tot hij in 1987 in de actieve politiek stapte.
Na een herstructurering bij Fiat werd Ferrero op 27-jarige leeftijd voltijds politicus. Van 1993 tot 1997 was hij gemeenteraadslid in Turijn en fractieleider van de Heropgerichte Communistische Partij, waarin de Proletarische Democratie in 1991 opgegaan was. Ferrero stapte relatief laat in de nationale politiek, aangezien hij pas in 2006 voor het eerst verkozen werd tot parlementslid. Voor zijn benoeming tot minister in het tweede kabinet van Romano Prodi was hij verantwoordelijk voor het sociale, economische en arbeidsdepartement van de Heropgerichte Communistische Partij. Als minister was hij onder meer verantwoordelijk voor sociaal beleid, de nationale ambtenarendienst, niet-Europese immigratie en drugsbeleid.
Op 27 juli 2008 werd Ferrero verkozen tot secretaris van de Heropgerichte Communistische Partij. Zijn tegenkandidaat, de minder hervormingsgezinde Nichi Vendola, stapte in januari van het volgende jaar uit de partij om uiteindelijk de partij Links Ecologie Vrijheid op te richten. Van 5 december 2009 tot 19 mei 2010 was Ferrero ook woordvoerder van de Linkse Federatie.